# Giuseppe Palumbo (politico Regno d'Italia)
Giuseppe Palumbo (Napoli, 31 dicembre 1840 – Napoli, 16 febbraio 1913) è stato un politico e ammiraglio italiano.
Come membro in carriera della Regia Marina, partecipò alla campagna per l'indipendenza e l'unità d'Italia del 1860-1861, poi alla terza guerra d'Indipendenza del 1866 ed infine alla spedizione del Mar Rosso nella campagna d'Africa del 1887-1888. Conclusa la carriera militare, fu deputato dal 1897 al 1902 e poi senatore nel 1904, sottosegretario di Stato e ministro della Marina nel primo Governo Pelloux dal 29 giugno 1898 al 14 maggio 1899.

## Biografia
Giuseppe Palumbo nacque a Napoli il 31 dicembre 1840, venendo ammesso alla locale scuola di marina nel 1851, dalla quale uscì nel 1856 col grado di guardiamarina. Alfiere di vascello nel 1859, dopo l'unità d'Italia passò alla Regia Marina e venne ammesso nel dicembre del 1860 col grado di tenente di vascello dall'anno successivo, prendendo parte alla campagna nel sud Italia del 1860-1861 e nello specifico distinguendosi nell'assedio di Gaeta ed in quello di Messina, battaglia quest'ultima dove venne decorato con medaglia d'argento al valor militare. Partecipò quindi ad una crociera d'istruzione per Aspiranti in Sudamerica, sotto il comando dell'ammiraglio Simone Antonio Pacoret De Saint-Bon, a bordo della fregata "Principe Umberto" nel 1865-1866, rientrando in tempo per prendere parte alla battaglia di Lissa del luglio di quello stesso anno. Nel settembre successivo, sempre a bordo della medesima imbarcazione, venne indirizzato a Palermo per sopprimere i moti locali antiunitari. Promosso al grado di capitano di fregata nel 1878, ottenne quindi il comando della cannoniera Cariddi e nel 1880 della Agostino Barbarigo.
Nel 1882 ottenne il comando della pirocorvetta a elica Vettor Pisani con la quale intraprese un lungo viaggio per circumnavigare il globo che durò in tutto tre anni, venendo promosso capitano di vascello nel 1883. Oltre agli importanti risvolti politici che ebbe, il viaggio fu innanzitutto una fonte importante per nuove scoperte scientifiche in campo idrografico, zoologico marino e botanico.
Fu Capo di Stato maggiore della Squadra permanente dal 17 dicembre 1885 al 10 maggio 1886 e insignito del grado di Contrammiraglio il 28 dicembre 1890; quindi fu Comandante superiore del corpo reale degli equipaggi tra l'11 febbraio 1891 ed il 22 gennaio 1893 ed in seguito Comandante dell'Accademia navale dal 1º dicembre 1893 all'11 gennaio 1895. L'anno successivo, il 9 aprile, raggiunse il grado di Viceammiraglio, e venne nominato Comandante in capo della Forza navale del Mediterraneo il 1º maggio 1901, cui seguì l'incarico a Presidente del Consiglio superiore di marina che mantenne dal 2 luglio 1903 al 16 luglio 1904. Nel 1904 venne nominato senatore.
Il 1º gennaio 1906 venne collocato in riserva per limiti di età. Morì a Napoli nel 1913.